# Latarnia morska Käsmu
Latarnia morska Käsmu (est. Käsmu tuletorn) – dawna drewniana latarnia morska położona w prowincji Virumaa Zachodnia, w gminie Haljala, we wsi Käsmu.
Budynek został wpisany na listę zabytków kultury Estonii w dniu 20 lipca 2004 roku pod numerem 16067.

## Historia
Latarnię morską zbudowano w latach 1889–1892 z inicjatywy Szkoły Morskiej w Käsmu. Wyposażona była w lampę naftową i soczewkę Fresnela. W 1921 roku zamontowano lampę acetylenową. 
Funkcjonowała do 1993 roku.
W 2013 roku latarnia została udostępniona dla zwiedzających.